# Marcelino Agirrezabala
Jorge Marcelino Agirrezabala Ibarbia, conosciuto come Chirri, (Bilbao, 29 marzo 1902 – Bilbao, 9 settembre 1980) è stato un calciatore spagnolo, di ruolo centrocampista.

## Carriera

### Club
Ha giocato nella massima serie spagnola con l'Athletic Bilbao.

### Nazionale
Dal 1924 al 1925 ha giocato 5 partite con la nazionale spagnola. Fu convocato per le Olimpiadi del 1924.

## Palmarès

### Club

#### Competizioni nazionali
- Coppa di Spagna: 2

Athletic Bilbao: 1921, 1923